# Stanisław Łukaszewicz (konsul)

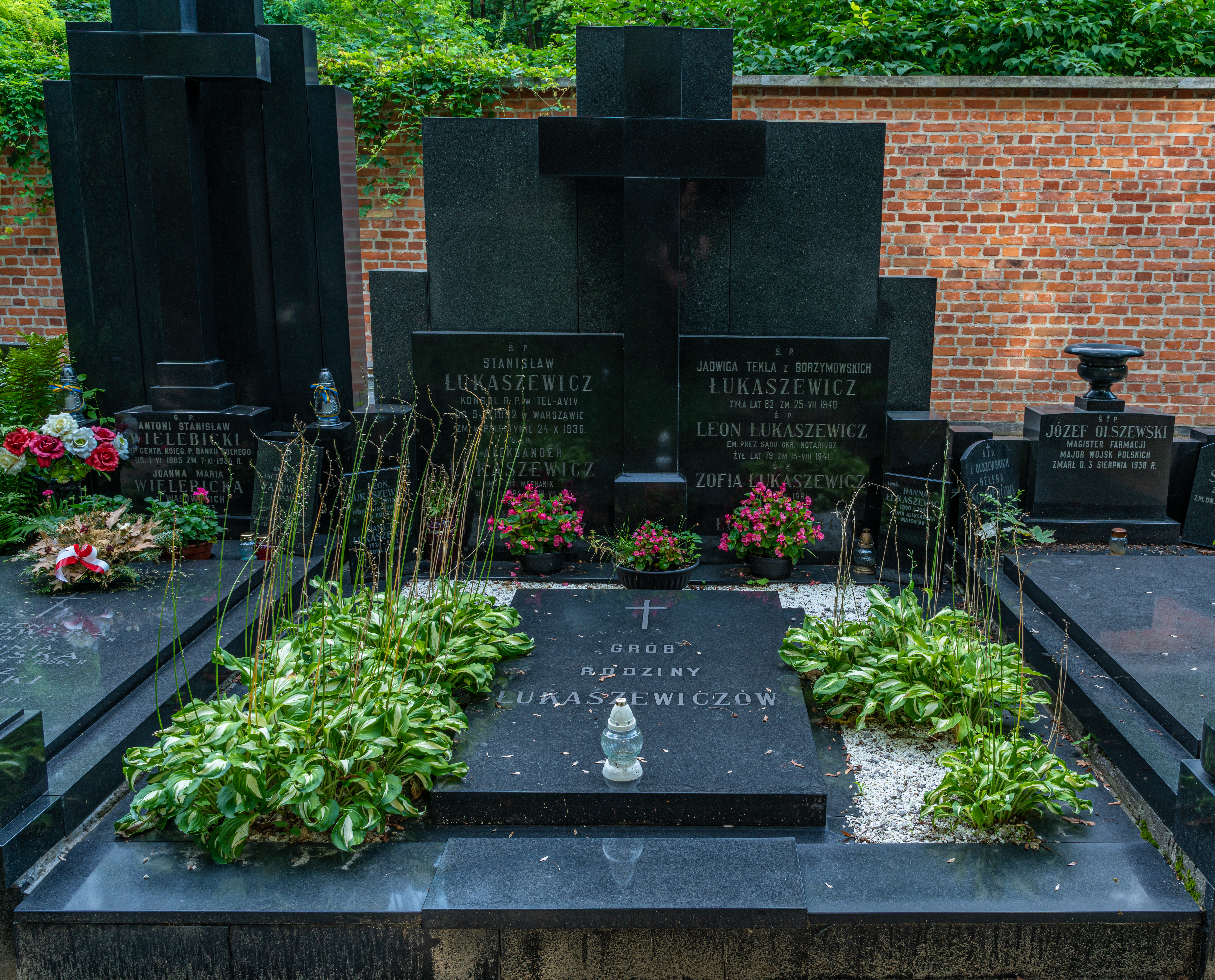
Grób Leona i Stanisława Łukaszewiczów na Starych Powązkach

Stanisław Łukaszewicz (ur. 9 czerwca 1892 w Warszawie, zm. 24 października 1936 w Palestynie) – polski prawnik, dyplomata.

## Życiorys
Urodził się 9 czerwca 1892 w Warszawie. Z wykształcenia prawnik. Ukończył też Aleksandrowską Szkołę Wojskową w Moskwie. W okresie I wojny światowej, od 2 grudnia 1916 do 24 maja 1918, jako podporucznik rezerwy służył w armii rosyjskiej. Podjął pracę pomocnika adwokata przysięgłego, od 20 lipca 1918 do 1 marca 1919 zatrudniony jako pisarz hipoteczny w Hipotece w Warszawie, od 8 kwietnia do 20 października 1919 aplikant w Sądzie Apelacyjnym w Warszawie. Następnie został urzędnikiem Ministerstwa Spraw Zagranicznych. Od 23 października 1919 do 28 lutego 1922 był pracownikiem kontraktowym, tytularnym sekretarzem konsularnym II klasy w Konsulacie Generalnym RP w Harbinie. Od 1 marca 1922 do 15 stycznia 1923 był prowizorycznym sekretarzem konsularnym II klasy w VIII stopniu służbowym w Konsulacie RP we Władywostoku. Od 15 stycznia 1923 do 1 grudnia 1926 pracował jako referendarz w Departamencie Konsularnym MSZ. Od 1 grudnia 1926 do 1 maja 1928 był wicekonsulem I klasy w Konsulacie RP w Strasburgu. Od 1 maja 1928 do 1 maja 1929 pracował w Konsulacie RP w Antwerpii. Od 1 maja 1929 do 29 lutego 1932 urzędował w Konsulacie Generalnym RP w Berlinie. Od 1 marca 1932 do 31 grudnia 1933 pracował w MSZ kolejno w Departamencie Konsularnym, Departamencie Administracyjnym (od 11 marca 1932, od 12 kwietnia 1932 kierownik referatu), Departamencie Konsularnym (od 1 marca 1933). Od 1 stycznia 1934 do 25 października 1936 był kierownikiem Konsulatu RP w Tel-Aviwie.
Zmarł 24 października 1936 w Palestynie. Pochowany 5 listopada 1936 na cmentarzu Powązkowskim w Warszawie (kwatera 196-2-29,30).
Był mężem Eugenii z Nowkuńskich (1901–1989), córki Józefa. Mieli troje dzieci.

## Odznaczenie
- Medal Dziesięciolecia Odzyskanej Niepodległości[1]